# Tore Gullen
Tore Gullen (* 11. Juni 1949 in Jevnaker) ist ein ehemaliger norwegischer Skilangläufer.

## Werdegang
Gullen, der für den Jevnaker IF startete, errang bei den Svenska Skidspelen in Falun im Jahr 1977 den dritten Platz und im Jahr 1978 den zweiten Platz mit der Staffel. In den Jahren 1979 und 1981 gewann er dort mit der Staffel und kam zudem im Jahr 1980 mit der Staffel auf den zweiten Platz. Bei seiner einzigen Olympiateilnahme im Februar 1980 in Lake Placid lief er auf den 30. Platz über 15 km. Sein letztes internationales Rennen absolvierte er im Januar 1982 in Reit im Winkl beim ersten offiziellen Weltcuprennen, das er auf dem 12. Platz über 15 km beendete. Bei norwegischen Meisterschaften siegte er im Jahr 1977 über 15 km und mit der Staffel und im Jahr 1981 über 30 km. Zudem wurde er bei norwegischen Meisterschaften im Jahr 1977 Dritter über 30 km und 1980 und 1981 jeweils Zweiter über 15 km.